# DSpace
DSpace és un  programari de repositori de codi obert que s'utilitza normalment per crear repositoris d'accés obert per a contingut digital públic o dins d'un context acadèmic. Així, a banda de poder trobar i emmagatzemar documents digitals més fàcilment, també es pot canviar el format d'un d'ells a un de més actual si aquest queda obsolet. Va ser desenvolupat pel Massachusetts Institute of Technology (MIT) i l'empresa Hewlett-Packard (HP).
Moltes institucions de recerca a nivell mundial, utilitzen DSpace per satisfer una varietat de necessitats d'arxiu o arxivatge digital:
- Repositoris Institucionals
- Repositoris d'objectes d'aprenentatge
- Tesis Electròniques (eTheses)
- Administració de Registres Electrònics
- Preservació Digital
- Publicació

Aquest sistema, que es pot utilitzar des del 2002, es pot adquirir en un paquet de programari lliure i normalment l'utilitzen centres de recerca i universitats.
Existeixen altres repositoris bibliogràfics com E-Prints o Fedora Commons.
El 2009, DSpace s'utilitzava en més de 800 institucions al voltant del món, segons la web oficial. El 2025 ja eren 3.323 usuaris registrats, l'incorporació en aquest registre és voluntari.

## Història
La idea va sorgir de la directora de la biblioteca del Massachusetts Institute of Technology (MIT), Ann J. Wolpert, quan va veure la necessitat de conservar els documents electrònics de recerca de la universitat a llarg termini.
El març de 2000 es va signar un contracte de col·laboració entre el MIT i HP per desenvolupar el projecte DSpace. El novembre de 2002 sortia al mercat DSpace 1.0. Un any i mig més tard, al març de 2004, es va celebrar el primer Congrés del Grup d'Usuaris de DSpace (DSpace User Group Meeting, DSUG). A partir d'aquí, es van crear la Federació DSpace, formada per institucions interessades amb el projecte, i el grup DSpace Committers, formada per HP Labs, MIT, OCLC, Universitat de Cambridge i Universitat d'Edimburg, els quals desenvolupen el projecte. Més tard, es van incorporar a aquest grup la Universitat Nacional d'Austràlia i la Universitat de Texas A & M.
El 2005 va sortir la versió 1.3 i més o menys al mateix temps es tornava a celebrar el DSUG. Després, es van celebrar dos congressos més, un al gener-febrer de 2006 i l'altre a l'abril de 2006.

## Funcionament i tecnologia
DSpace és un programari obert escrit en Java que funciona sobre qualsevol plataforma, encara que típicament sobre sistemes operatius basats en Unix. Cada arxiu Dspace està dividit en comunitats, cadascun dels quals normalment correspon a un laboratori, centre de recerca o departament. Cada comunitat conté col·leccions (agrupacions de continguts relacionats). Els elements bàsics són els documents, els arxius d'àudio o vídeo, etc. Cada institució que utilitza DSpace decideix quins formats utilitzarà i designa un encarregat que vetllarà perquè els documents puguin ser llegits sempre.
Cada element està dividit en tires de bits, que s'organitzen en paquets que corresponen a tres categories: els paquets amb les tires de bits originals, els paquets amb les imatges en miniatura i els paquets amb el text extret de les tires de bits originals. Aquests paquets s'utilitzen per a la indexació.
Quan una persona decideix dipositar un document a la base de dades de DSpace, ha de donar una sèrie de dades sobre el document per ajudar a trobar-lo després i per facilitar la feina de l'encarregat de DSpace per canviar-li el format. A més, DSpace comprova que l'arxiu sigui del format indicat, no contingui virus i no estigui encriptat, a part de buscar si el document conté caràcters especials que després dificultin la conversió. Si l'arxiu no passa aquest test, es retorna al creador perquè el corregeixi.
Abans de posar l'arxiu a disposició del públic, també s'hi afegeix un sistema de protecció per poder detectar si algú l'ha modificat malintencionadament i es comprova que l'arxiu segueix les directrius de la institució a què pertany aquesta base de dades DSpace.
DSpace és compatible amb els estàndards d'interoperabilitat, com ara el protocol Open Archives Initiative Protocol for Metadata Harvesting (OAI-PMH). D'aquesta manera, permet realitzar recol·lecció de metadades, ESPASA, OpenSearch i RSS. Les versions més recents de DSpace també el fan compatible amb la recerca facetada i navegar per la funcionalitat utilitzant Apache Solr.

## Utilitats
- En fer servir formats estàndards s'ajuda a preservar els documents personals.
- És útil etiquetar els documents amb metadata (dades sobre dades) per preservar documents digitals amb la possibilitat de publicar-los.

## Versió actual[Cal actualitzar]
La versió última es pot descarregar des de la web de DSpace a l'àrea d'arxius de SourceForge (Zip) o mitjançant GitHub (dspace-4.1 etiqueta).
DSpace disposa d'una creixent comunitat de desenvolupadors, compromesos amb la contínua expansió i millora del programari. Committer Group, és el grup responsable d'aplicar les diverses correccions, pegats i noves funcionalitats per al codi del nucli DSpace i organitzar els nous llançaments. També tenen la responsabilitat última de la forma i la direcció del programari DSpace, així com la seva arquitectura i el disseny futur.

## Repositoris a Catalunya[Cal actualitzar]
Són molts els repositoris creats amb DSpace a Catalunya. Alguns són: 
- Calaix. Dipòsit Digital del Departament de Cultura. http://calaix.gencat.cat/
- DUGiDocs - Universitat de Girona http://dugi-doc.udg.edu/ Arxivat 2014-07-04 a Wayback Machine.
- Dipòsit Digital de la UB. http://diposit.ub.edu/dspace/
- MDX (Materials Docents en Xarxa) http://www.mdx.cat
- TDX. Tesis Doctorals en Xarxa. http://www.tdx.cat/ Arxivat 2020-12-25 a Wayback Machine.
- Recercat. Dipòsit de la recerca de Catalunya. http://www.recercat.net/ Arxivat 2014-04-20 a Wayback Machine.
- Repositori digital de la Filmoteca. http://filmoteca.cesca.cat/
- Repositori Obert UdL. http://repositori.udl.cat
- Repositori Institucional de la UVIC. http://repositori.uvic.cat/
- Repositori Universitat Jaume I. http://repositori.uji.es/xmlui/
- O2, l'oberta en obert. Repositori Institucional de la UOC. http://openaccess.uoc.edu/webapps/o2/
- Record - Repositori del Departament d’Economia i Finances. https://record.bibliotecadigital.gencat.cat/

## Altres sistemes per a la creació de repositoris
Altres eines per a la creació de repositoris bibliogràfics: E-Prints, Fedora Commons, CONTENTdm.